# Martje Flohrs

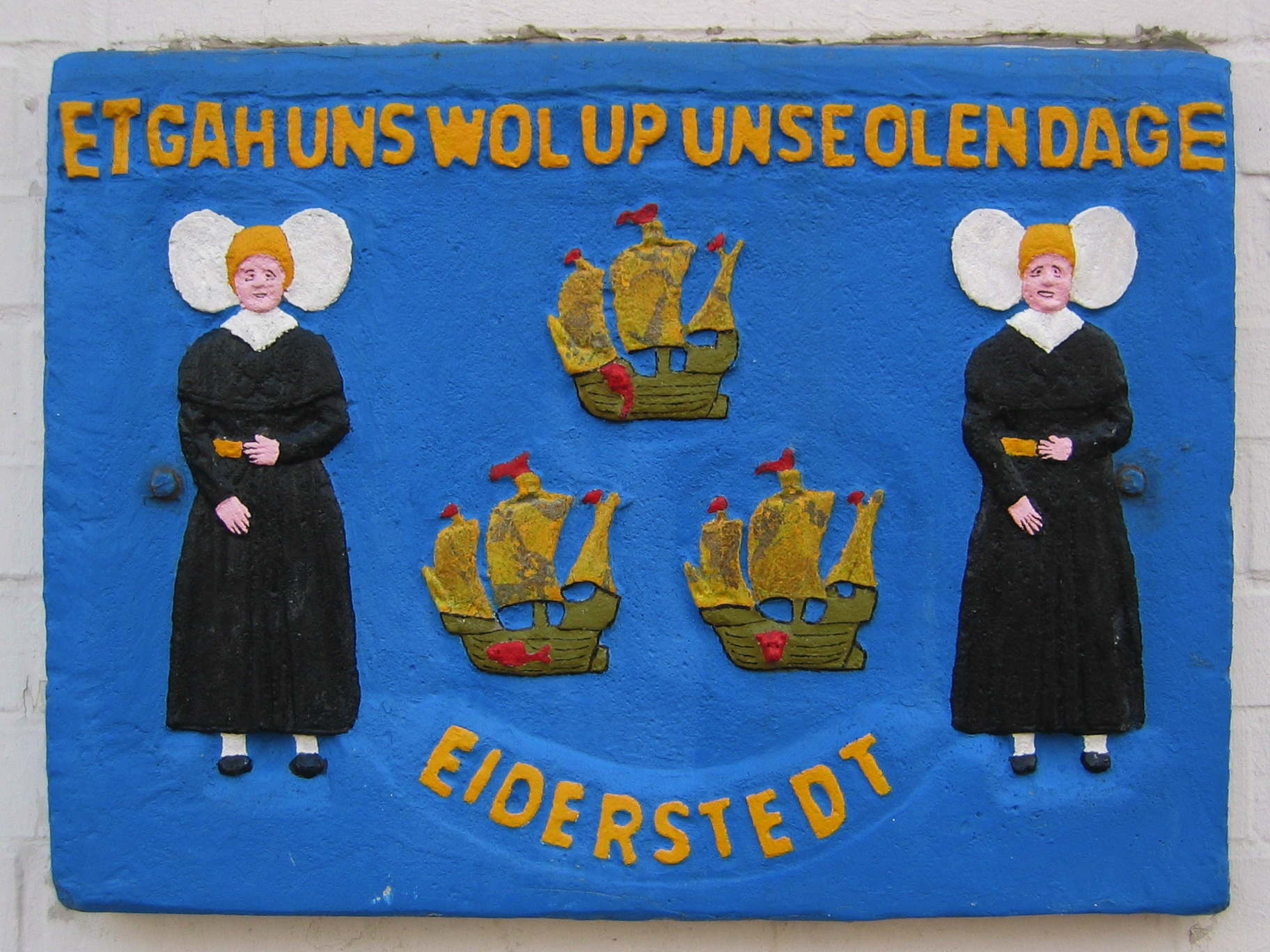
Martje Flohrs’ Trinkspruch als Hausverzierung in Sankt Peter-Ording

Martje Flohrs, auch Martje Floris (* 21. April 1689 in Katharinenheerd auf der Halbinsel Eiderstedt; † 31. Januar 1747), war eine nordfriesische Bauerntochter, die zu einer Sagengestalt wurde.

## Sage

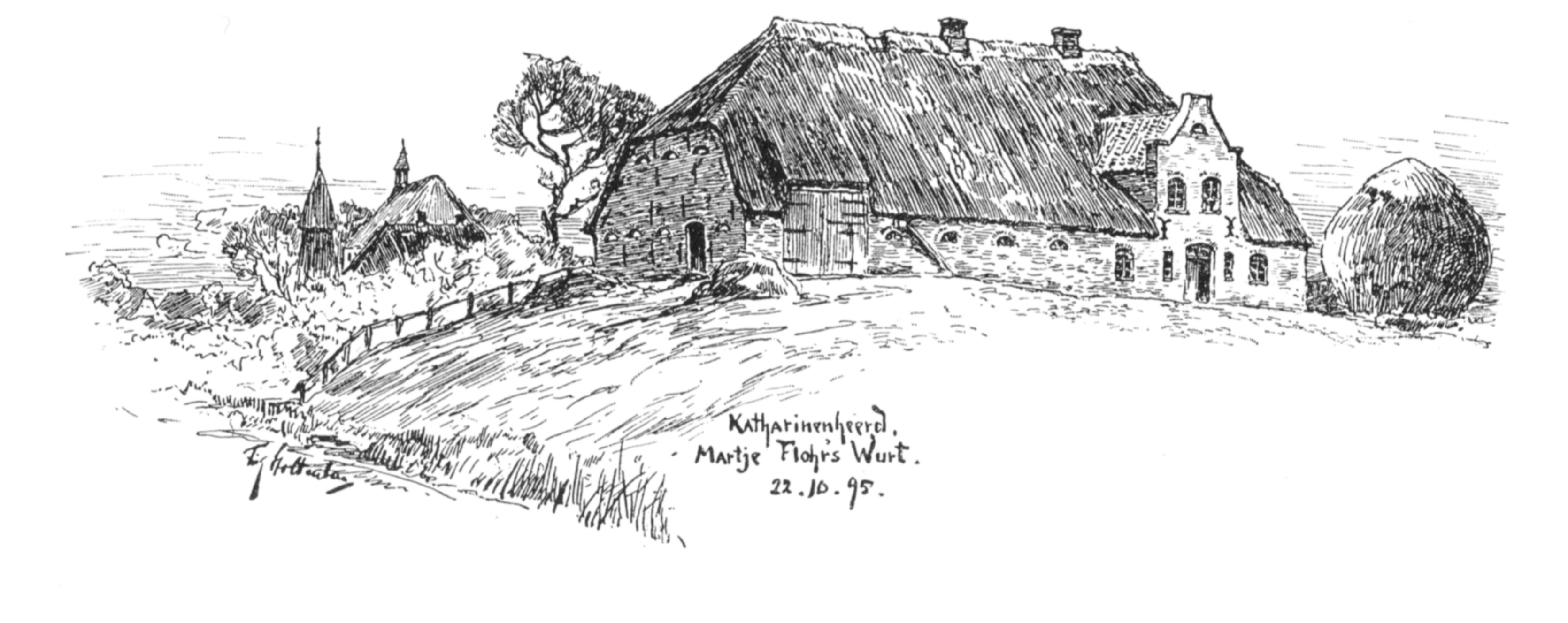
Fritz Stoltenberg: Martje Flohr’s Wurt (1895), Zeichnung von der Bauernstelle auf einer Wurt in Katharinenheerd

Karl Viktor Müllenhoff führt die Geschichte nach einer mündlichen Überlieferung durch P. W. Cornils, einen Gardinger Ober- und Landgerichtsadvokaten, in seiner Sammlung schleswig-holsteinischer Sagen, Märchen und Lieder von 1845 auf. Der Erzählung nach hatte sich während der Belagerung von Tönning (1700) im Großen Nordischen Krieg eine Gruppe feindlicher Offiziere im nahe gelegenen Katharinenheerd auf einer Bauernstelle mit Schankwirtschaft einquartiert. Sie verhielten sich wie die Herren, ließen Speisen und Wein auftragen und zechten und lärmten ohne Hemmungen. Martje Floris, die zu der Zeit zehnjährige Tochter des Hauses, sah dem wilden Treiben traurig und voller Mitgefühl für ihre Eltern, die das alles hilflos erdulden mussten, zu. Als einer der Offiziere sie aufforderte, doch auch einmal einen Toast auf die Gesundheit auszubringen, zögerte Martje zunächst, erhob dann ein Glas und sprach mit ernstem Gesicht: It gah uns wol op unse ole Dage (Hochdeutsch: Es gehe uns wohl auf unsere alten Tage).
Damit endet die Sage bei Müllenhoff; in den späteren Wiedergaben waren die Offiziere nach Martjes Trinkspruch beschämt und verließen den Hof.

## Brauchtum
Infolge der Begebenheit kennt und ehrt man auf Eiderstedt und über seine Grenzen hinaus bis heute Martje Flohrs und ihren Trinkspruch. Seltener gebräuchlich ist die vollständige Version Dat gah uns wohl op unse oolen Dage, häufiger werden die Verkürzungen Op Martje Flohrs Gesundheit oder Op Martje Flohrs gewählt. Im Jahre 2014 beging der Heimatbund Landschaft Eiderstedt Martje Flohrs’ 325. Geburtstag mit einem Vortrag von Richard-Flohrs Richardsen, einem Nachfahren in siebenter Generation.

## Würdigungen
- In Katharinenheerd und in Tönning wurden Straßen nach Martje Flohrs benannt.
- In Tönning gibt es eine Martje-Flohrs-Schule und in Katharinenheerd den „Boßelverein Martje-Flohrs“.[5]
- In Garding trägt ein Alten- und Pflegeheim den Namen Martje-Flohrs-Haus.[6]
- In Rendsburg gab es bis 2002 am Ufer des Nord-Ostsee-Kanals ein Ausflugslokal namens Martje Flor.[7]

## Rezeptionen in Kunst und Literatur

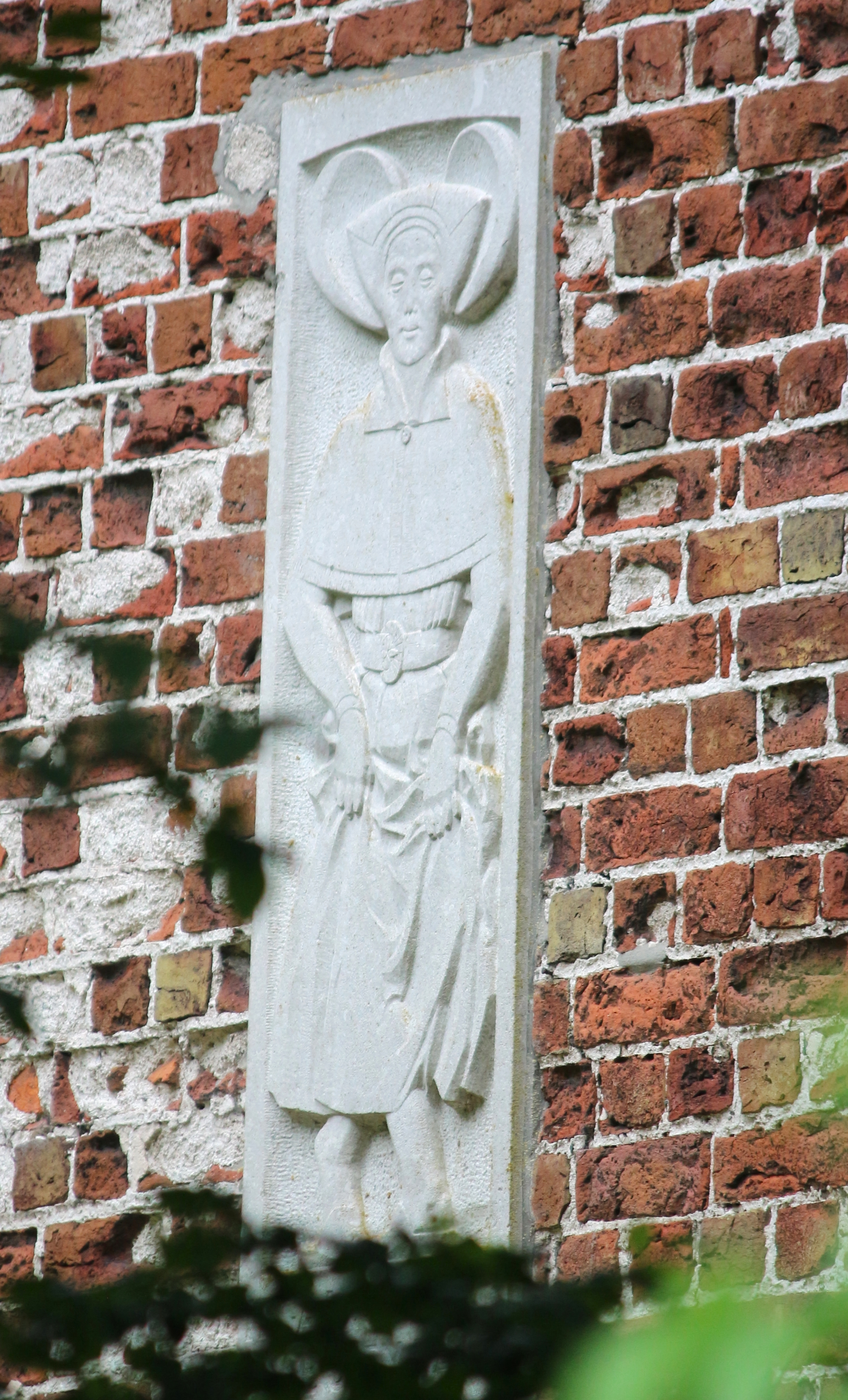
Relief an der Außenwand der Kirche St. Katharina in Katharinenheerd

- Ein Relief an der Kirche St. Katharina (Katharinenheerd) erinnert an die Sage der tapferen Martje Flohrs.[8]
- Ein Hängeschrank von Christian Carl Magnussen aus dem Jahre 1881, der im Museum der Landschaft Eiderstedt in St.-Peter-Ording ausgestellt wird, zeigt in einem Kerbschnitt eine Szene aus der Sage.[9]
- Theodor Storm adaptierte die Sage für seine Novelle Eine Halligfahrt.[10]
- Adelbert Dreesen verfasste das Gedicht Martje Floris Gesundheit.[11]
- Klaus Groth diente die Sage als Grundlage für die plattdeutsche Ballade Martje Flor.[12]
- Detlev von Liliencron verarbeitete sie in der hochdeutschen Ballade Martje Flors Trinkspruch.[13]
- Kurt Tucholskys Erzählung Schloß Gripsholm endet mit einer Anlehnung an die Sage.[12]